# Chapelle et enceinte fortifiée de Loré
La chapelle et l'enceinte fortifiée de Loré est un site composé d'une chapelle Notre-Dame de Pitié, vraisemblablement édifiée entre le XVe et le XVIe siècle, et des restes d'une ancienne enceinte fortifiée avec fenêtres de tir et chemin de ronde, situé à Oisseau en Mayenne. 

## Description et classement
Il reste peu de choses de l'ancien château féodal. Au début du XXe siècle la chapelle était en continuité avec un portail en ogive encadré de fenêtres de tir et précédé d'un pont en pierre franchissant les douves en remplacement de l'ancien pont-levis, aujourd'hui le portail, le pont et les douves devant l'entrée ont disparu mais le mur doté de fenêtres de tir et des restes de mâchicoulis évoquent encore l'enceinte fortifiée. Le fronton de la chapelle est surmonté d'un campanile doté d'une cloche. La chapelle et ce mur constituent le côté nord de la cour carrée d'une ferme.
Ce site fait l'objet d'une inscription au titre des Monuments historiques depuis le 15 janvier 2007. Un vitrail du XVe dans la chapelle est classé à titre d'objet. Trois statues datées de la fin du XVe siècle font également l'objet d'une inscription : saint Jacques en pierre polychrome, sainte Appoline et une Pietà en bois polychrome. Un retable de bois du XVIIIe siècle orne encore cette chapelle.

## Histoire
Le château est possédé jusqu'à la fin du XVIe siècle par la famille à laquelle appartenait Ambroise de Loré, né dans ce château. 
Le château passe par vente au commencement du XVIIe siècle à une famille de parlementaires : la famille du Tillet.
En 1770, Jean du Tillet, seigneur dudit lieu et de Loré, conseilleur du Roi en la grande chambre du Parlement de Paris, et Marie Daurat, sa femme en secondes noces, avaient marié en l'église de Liesse, près de Saint-Calais, au Haut-Maine, leur fille aînée. Marie du Tillet, avec François du Bellay, chevalier, seigneur de Ternay, fils de Claude du Bellay, chevalier, seigneur de Drouilly, gouverneur du Vendômois, et de Simone Bouchard.
De cette union est née au château de Loré, le 23 août 1680, après plusieurs autres enfants, Marguerite-Angélique du Bellay, qui épouse, en septembre 1707, Charles-Antoine de Musset, seigneur de la Bonnaventure, Pathay et autres lieux, capitaine de dragons au régiment de Lautrec. Le fils cadet de ces derniers, Joseph-Alexandre de Musset-Pathay, ancien major au régiment de Chartres, épouse, à son tour, en 1754, Jeanne-Catherine de Besnard d'Harville, dont entre autres enfants, Victor-Donatien de Musset-Pathay, époux d'Edmée-Claudine Guyot-Desherbiers, fille de Claude-Antoine Guyot-Desherbiers, et père de Paul et d'Alfred de Musset.
Le château est transformé depuis la Révolution française en simple corps de ferme. Il est encore remarquable par les douves qui l'entourent, le portail qui donne accès dans la cour intérieure, et la chapelle, qui avoisine à gauche ce portail. 

### Sources et bibliographie
- « Chapelle et enceinte fortifiée de Loré », dans Alphonse-Victor Angot et Ferdinand Gaugain, Dictionnaire historique, topographique et biographique de la Mayenne, Laval, A. Goupil, 1900-1910 [détail des éditions] (BNF 34106789, présentation en ligne)
- E. Gouvrion, Seigneur de Loré en Oisseau, Imprimerie lavalloise, 1898.